# Pierrefontaine-lès-Blamont
Pierrefontaine-lès-Blamont ist eine französische Gemeinde mit 480 Einwohnern (Stand: 1. Januar 2022) im Département Doubs in der Region Bourgogne-Franche-Comté.

## Geographie
Pierrefontaine-lès-Blamont liegt auf 560 m, etwa 16 Kilometer südlich der Stadt Montbéliard (Luftlinie). Das Dorf erstreckt sich im nördlichen Jura, am Nordfuß der Lomontkette und am Rand der weiten Hochfläche des Tafeljuras, östlich des Doubstals, nahe der Grenze zur Schweiz.
Die Fläche des 8,96 km² großen Gemeindegebiets umfasst einen Abschnitt des nördlichen französischen Juras. Der nördliche Teil des Gebietes wird von der nur leicht gewellten Tafeljurahochfläche eingenommen, die durchschnittlich auf 550 m liegt und nach Süden leicht ansteigt. Das Hochplateau ist überwiegend von Acker- und Wiesland bestanden. Es gibt hier keine oberirdischen Fließgewässer, weil das Niederschlagswasser im verkarsteten Untergrund versickert. Unterhalb des Dorfes nimmt die Mulde eines Seitentals der Creuse (Quellbach des Gland) ihren Anfang. Die östliche Abgrenzung verläuft im Taleinschnitt der Noire Combe, in dem sich auch die Höhle Tante Arie befindet.
Nach Süden erstreckt sich das Gemeindeareal über den bewaldeten Hang bis auf die Krete des Lomont. Dieser Höhenzug bildet in geologisch-tektonischer Hinsicht eine Antiklinale des Faltenjuras, die gemäß der Streichrichtung des Gebirges in dieser Region in West-Ost-Richtung orientiert ist. Mit 842 m wird auf der Krete beim Fort du Lomont die höchste Erhebung von Pierrefontaine-lès-Blamont erreicht. Im Westen reicht der Gemeindeboden bis fast an den Talrand des Doubs.
Zu Pierrefontaine-lès-Blamont gehören der Weiler La Marnière (560 m) am Südrand des Hochplateaus von Blamont sowie einige Einzelhöfe. Nachbargemeinden von Pierrefontaine-lès-Blamont sind Autechaux-Roide und Blamont im Norden, Villars-lès-Blamont im Osten, Chamesol und Montécheroux im Süden sowie Pont-de-Roide-Vermondans im Westen.

## Geschichte
Seit dem Mittelalter gehörte Pierrefontaine zur Herrschaft Blamont. Nachdem das Dorf 1506 unter die Oberhoheit der Grafen von Montbéliard gekommen war, wurde die Reformation eingeführt. Als Teil der Herrschaft Blamont, die eine der vier Herrschaften des Fürstentums Montbéliard bildete und 1699 von Frankreich annektiert wurde, gelangte Pierrefontaine 1748 vertraglich endgültig an Frankreich. In dem betreffenden Vertrag hatte Frankreich dem bisherigen Landesherrn, dem Herzog von Württemberg, u. a. die Wahrung des status quo der lutherischen Kirche zugesichert. Um eine Verwechslung mit anderen gleichnamigen Gemeinden zu vermeiden, wurde Pierrefontaine im Jahr 1962 offiziell in Pierrefontaine-lès-Blamont umbenannt. Heute gehört die Gemeinde zum Gemeindeverband der Pays de Montbéliard Agglomération.

## Sehenswürdigkeiten
Die lutherische Dorfkirche von Pierrefontaine-lès-Blamont (Église luthérienne) entstand 1781 als eine der zwanzig Kirchen in der Grafschaft und einst abhängigen Gebieten, die mit Unterstützung Herzog Carl Eugens in seiner langen Herrschaft neu erbaut oder erneuert wurden. Ihr wich eine Kapelle, die in vorreformatorischer Zeit (hier 1539) den Aposteln Peter und Paul geweiht war. Im Ortskern sind einige Bauernhäuser im charakteristischen Stil der Franche-Comté aus dem 17. bis 19. Jahrhundert erhalten. Auf der Krete des Lomont befinden sich das Fort du Lomont (1875 bis 1879 erbaut) und die Tour Carrée, die zum Befestigungssystem des Lomont gehören.

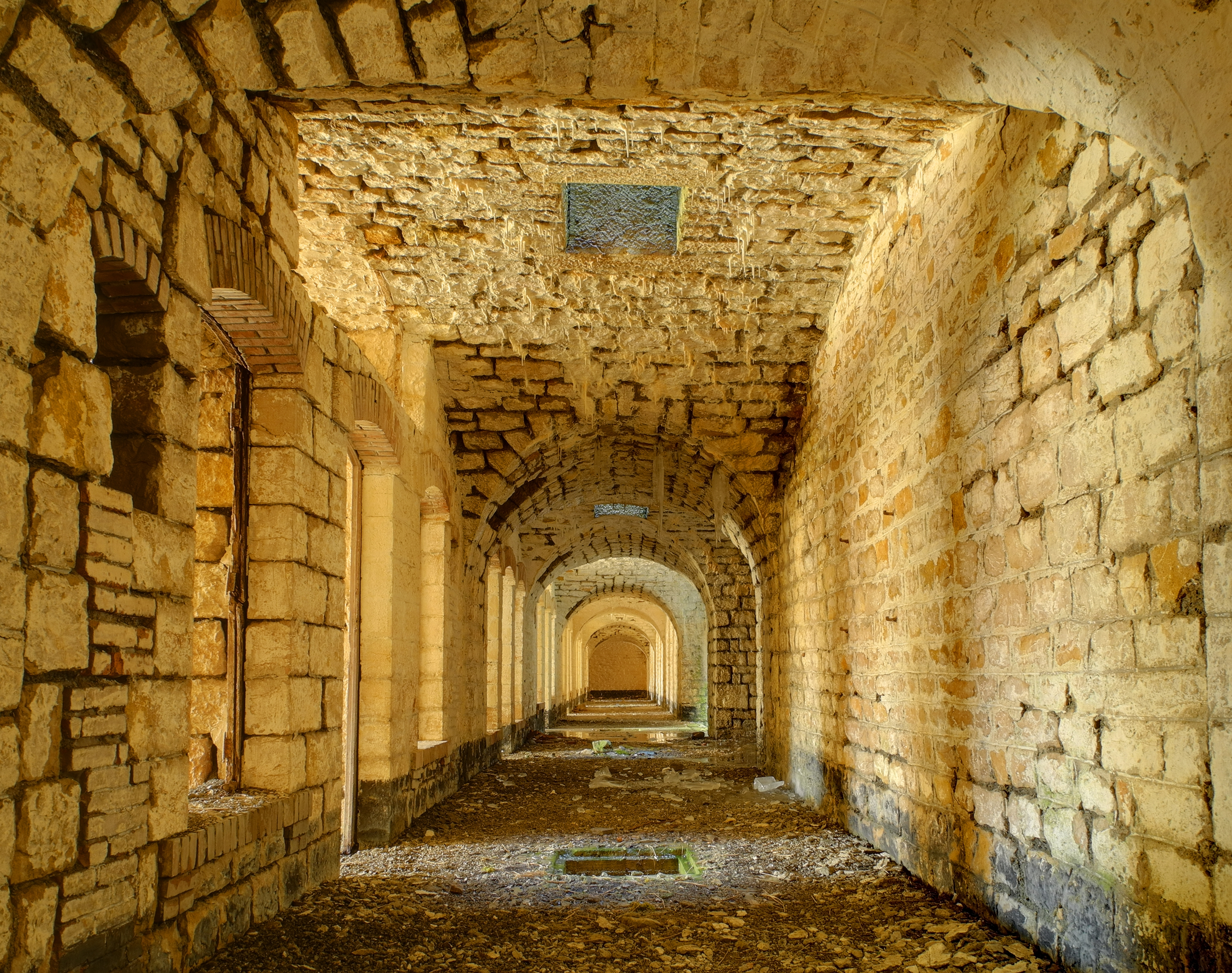
Fort du Lomont

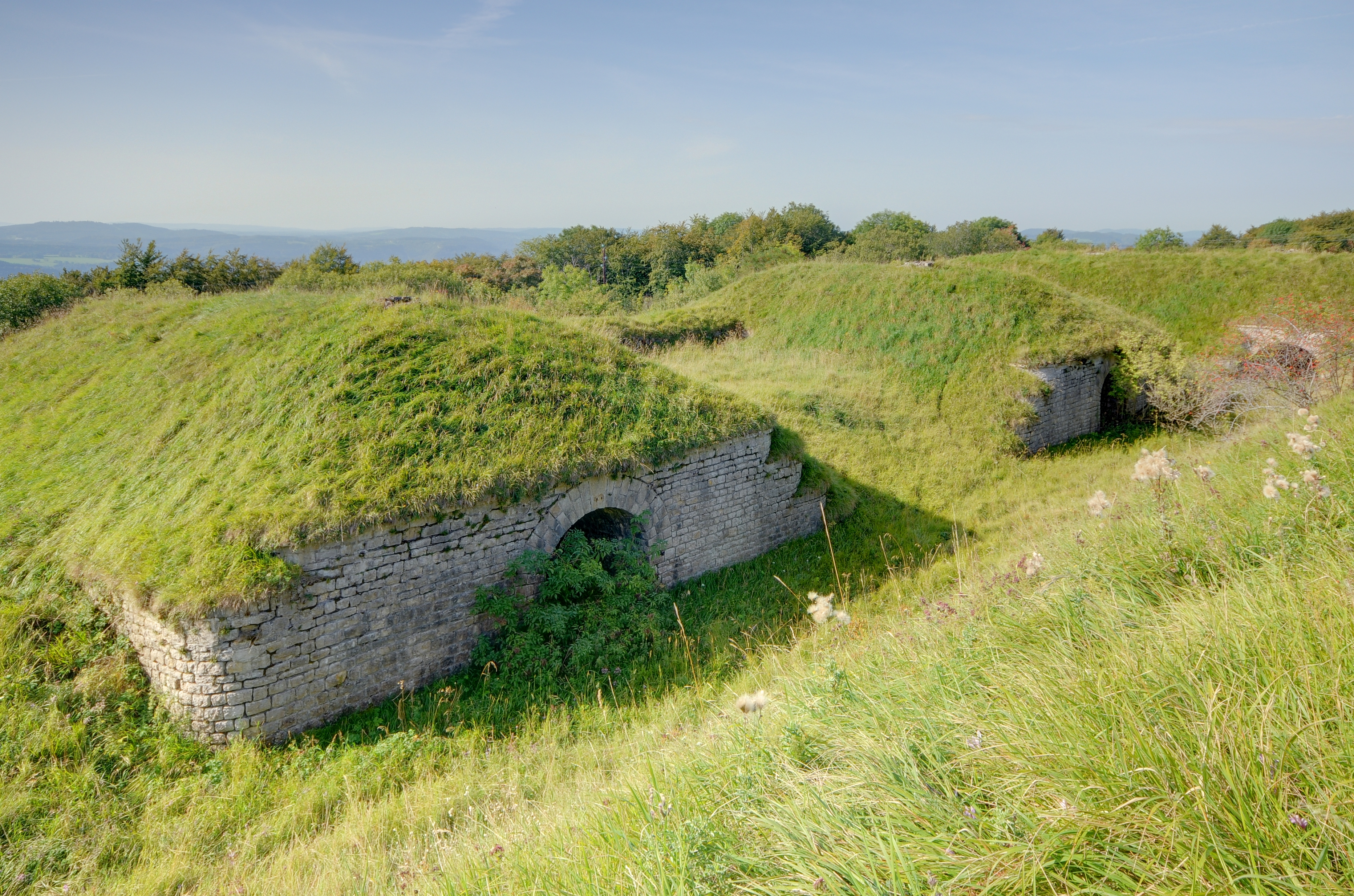
Fort du Lomont

|  |  |

## Bevölkerung
| Jahr                       | 1962 | 1968 | 1975 | 1982 | 1990 | 1999 | 2006 | 2016 |
| -------------------------- | ---- | ---- | ---- | ---- | ---- | ---- | ---- | ---- |
| Einwohner                  | 174  | 201  | 190  | 190  | 235  | 304  | 381  | 462  |
| Quellen: Cassini und INSEE |      |      |      |      |      |      |      |      |

Mit 480 Einwohnern (Stand 1. Januar 2022) gehört Pierrefontaine-lès-Blamont zu den kleinen Gemeinden des Départements Doubs. Nachdem die Einwohnerzahl in der ersten Hälfte des 20. Jahrhunderts deutlich abgenommen hatte (1886 wurden noch 343 Personen gezählt), wurde seit Mitte der 1980er Jahre ein kräftiges Bevölkerungswachstum verzeichnet. Seither hat sich die Einwohnerzahl mehr als verdoppelt.

## Wirtschaft und Infrastruktur
Pierrefontaine-lès-Blamont war bis weit ins 20. Jahrhundert hinein ein vorwiegend durch die Landwirtschaft (Ackerbau, Obstbau und Viehzucht) und die Forstwirtschaft geprägtes Dorf. Daneben gibt es heute einige Betriebe des lokalen Kleingewerbes, unter anderem ein Unternehmen der Verpackungsindustrie. Mittlerweile hat sich das Dorf dank seiner attraktiven Lage zu einer Wohngemeinde gewandelt. Viele Erwerbstätige sind deshalb Wegpendler, die in der Agglomeration Montbéliard ihrer Arbeit nachgehen.
Die Ortschaft liegt abseits der größeren Durchgangsstraßen an einer Departementsstraße, die von Pont-de-Roide nach Porrentruy führt. Der nächste Anschluss an die Autobahn A36 befindet sich in einer Entfernung von ungefähr 17 Kilometern. Weitere Straßenverbindungen bestehen mit Blamont und Montécheroux.